# دروازه حاج علینقی

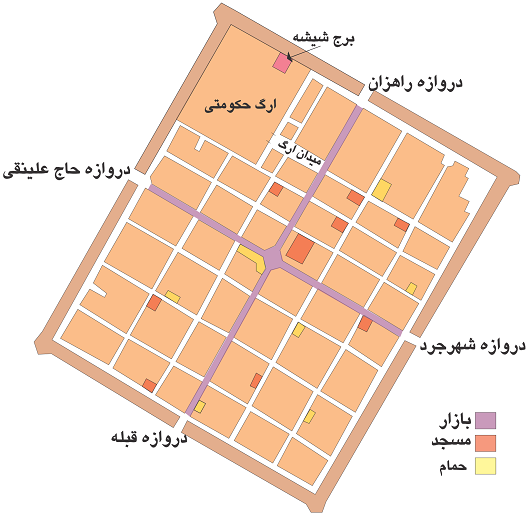
موقعیت دروازه حاج علینقی در قلعه سلطان‌آباد

دروازه حاج علینقی یکی از دروازه‌های چهارگانه قلعه سلطان‌آباد بوده که همزمان با ساخت بنای شهر، این دروازه نیز ساخته شده است. این دروازه، گذرگاه غربی قلعه محسوب می‌شده است.